# Kranssteen (dolmen)

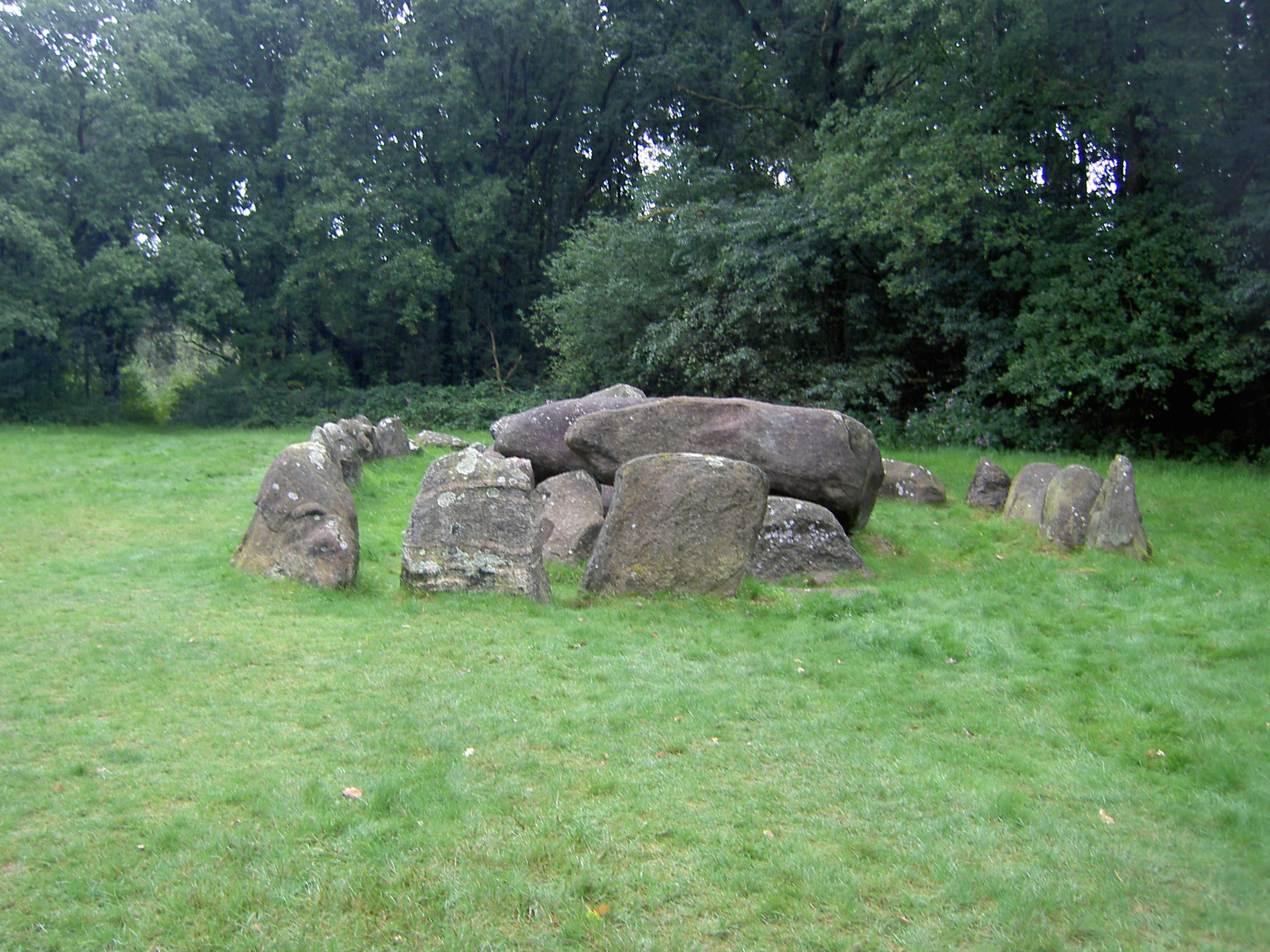
Hunebed D20 met kransstenen rond het hunebed

Een kranssteen is onderdeel van een hunebed of dolmen.
De kransstenen werden geplaatst rond het hunebed. De krans van stenen is geplaatst aan de voet van de aarden dekheuvel.
In Nederland zijn nog 13 hunebedden waar een of meerdere kransstenen aanwezig zijn, bijvoorbeeld: 
- D14
- D15
- D17
- D20
- D26
- D45
- D49
- D50
- D53

Rond het Großsteingrab in der Kunkenvenne zijn twee kransen aanwezig, waarvan de stenen van de buitenste krans duidelijk groter zijn dan de stenen van de binnenste krans.

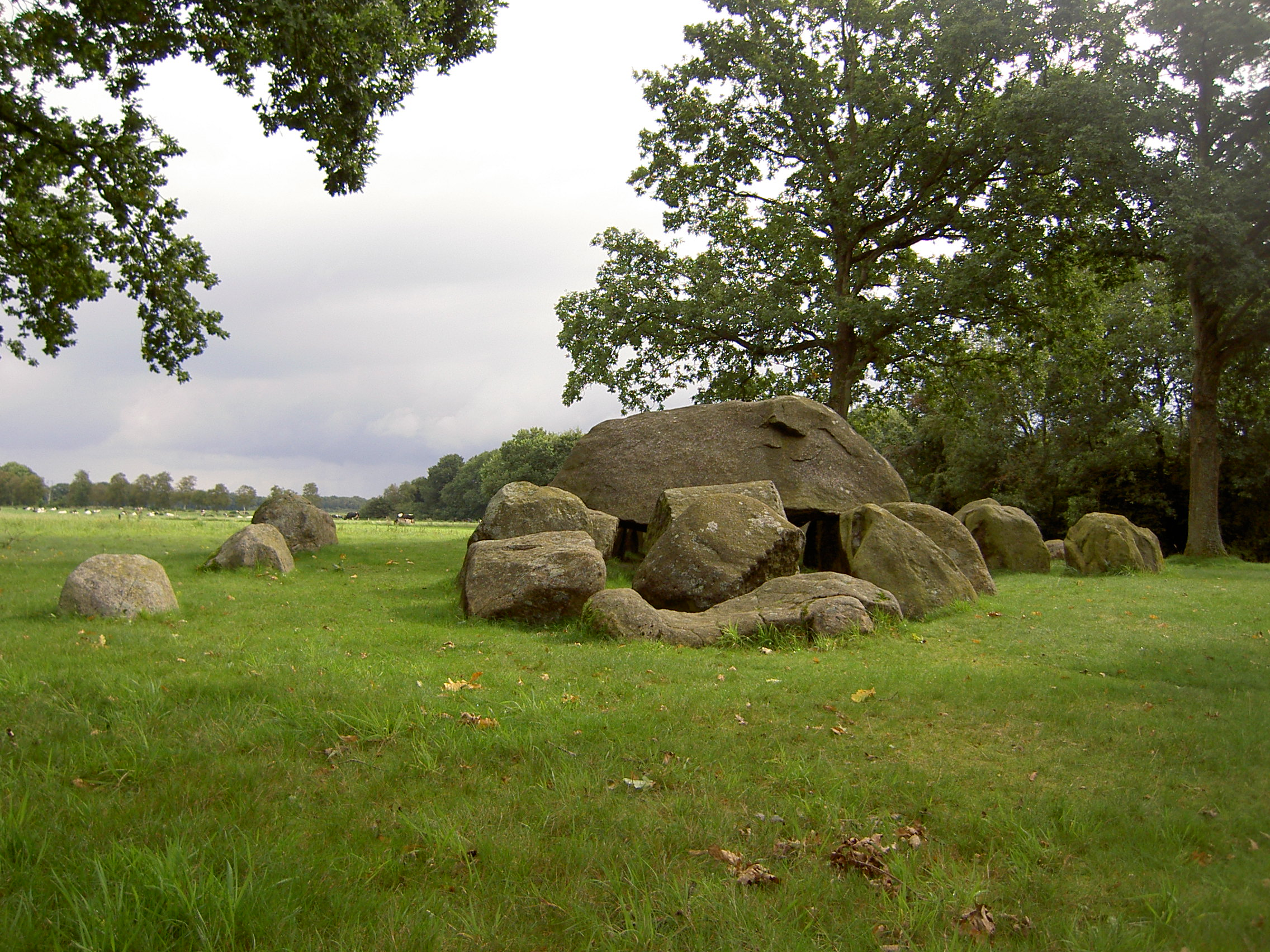
Er zijn nog enkele kransstenen aanwezig bij D14
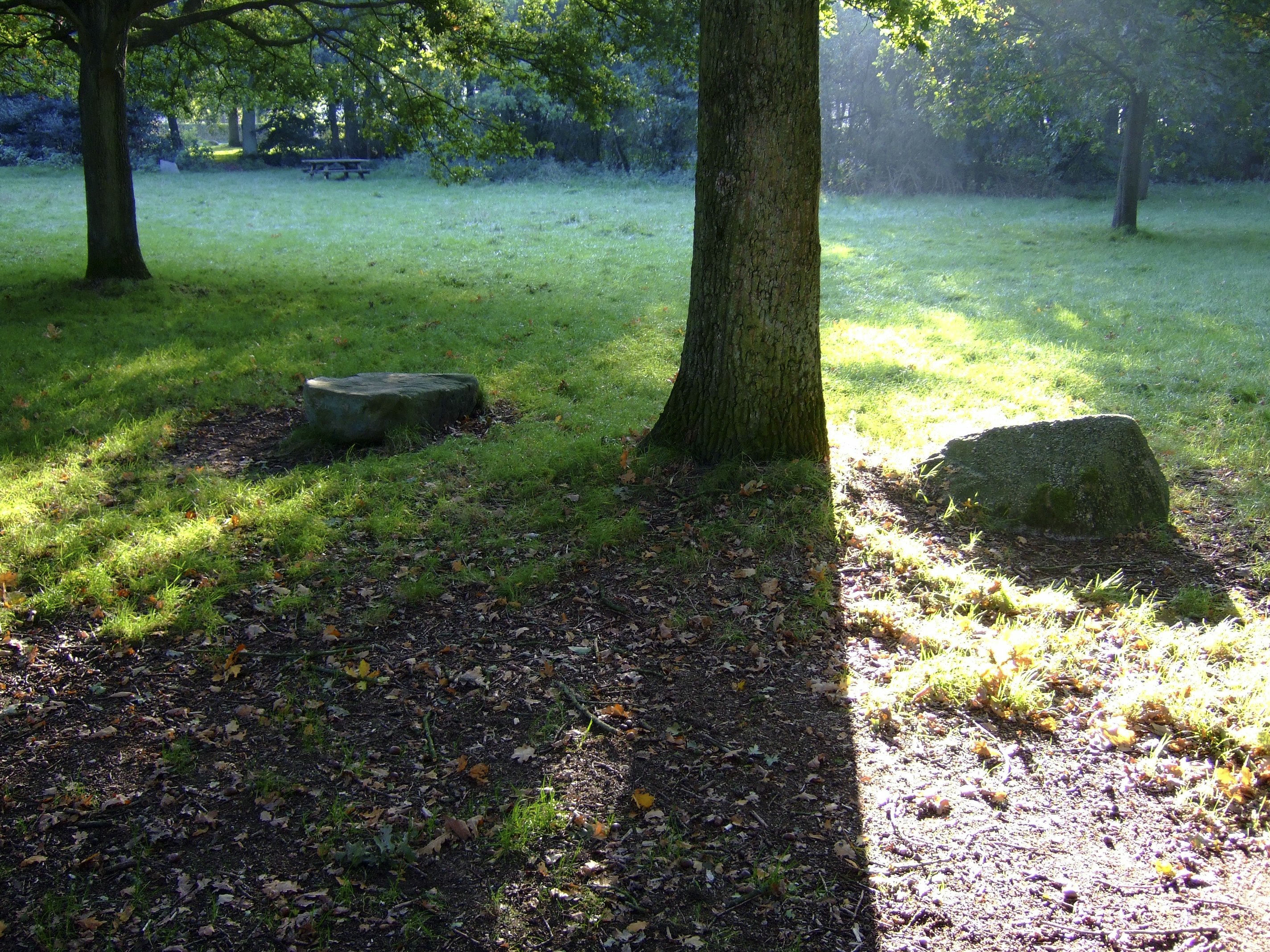
Zicht op kransstenen van hunebed D17 langs bosrand
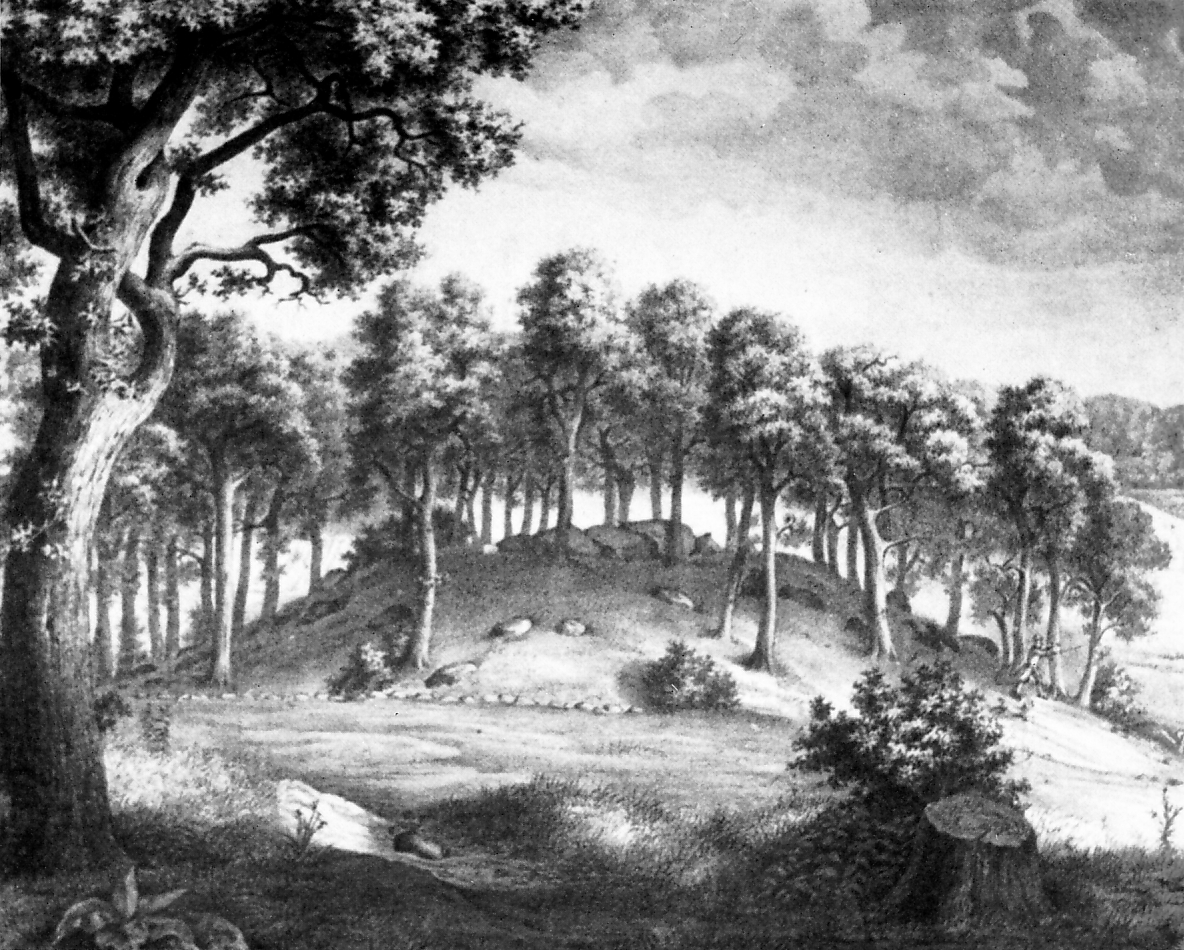
De kransstenen zijn zichtbaar rondom de dekheuvel bij Großsteingrab Katelbogen, 1837
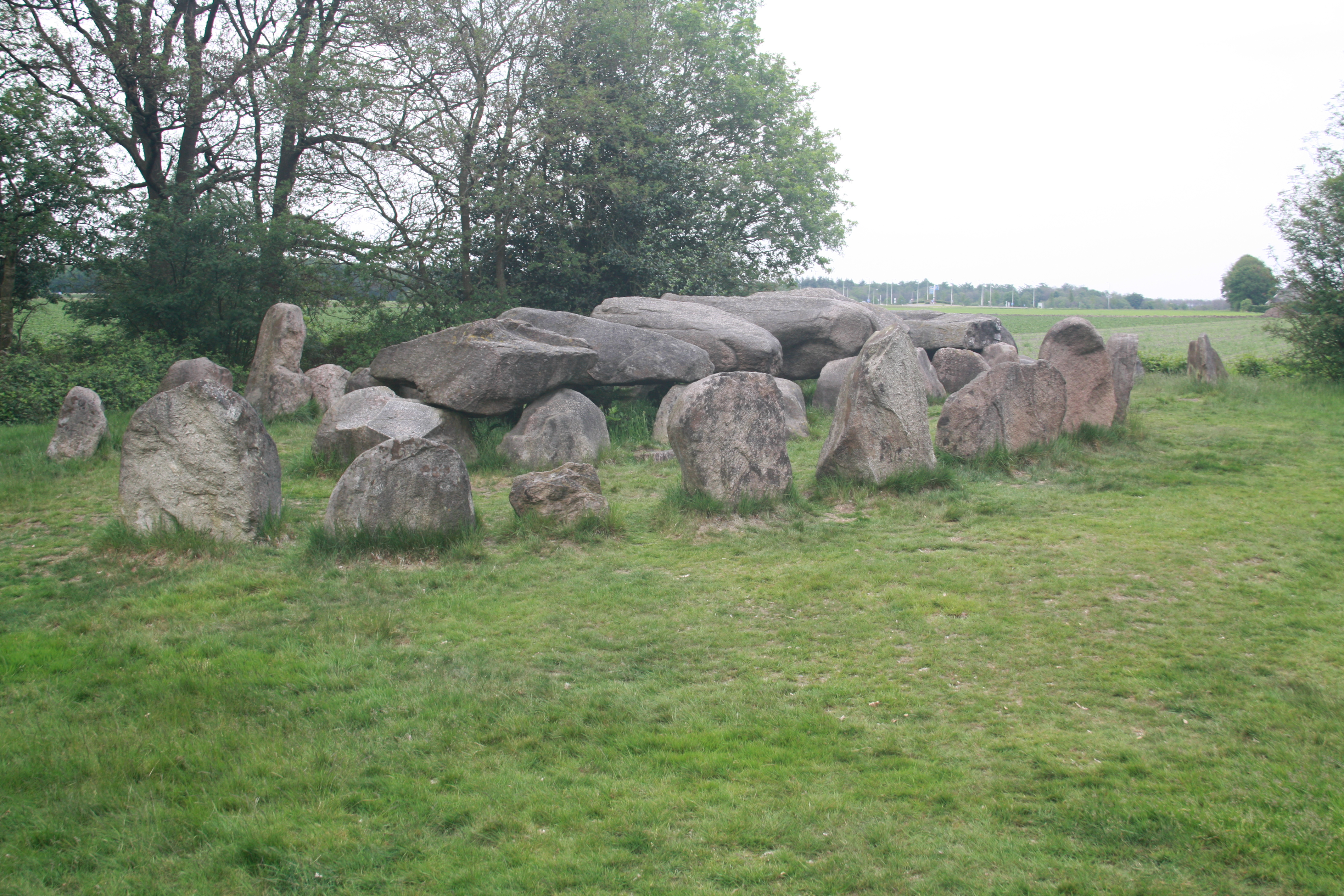
Van Giffen vond meerdere kransstenen onder de grond en stelde deze weer overeind bij D50
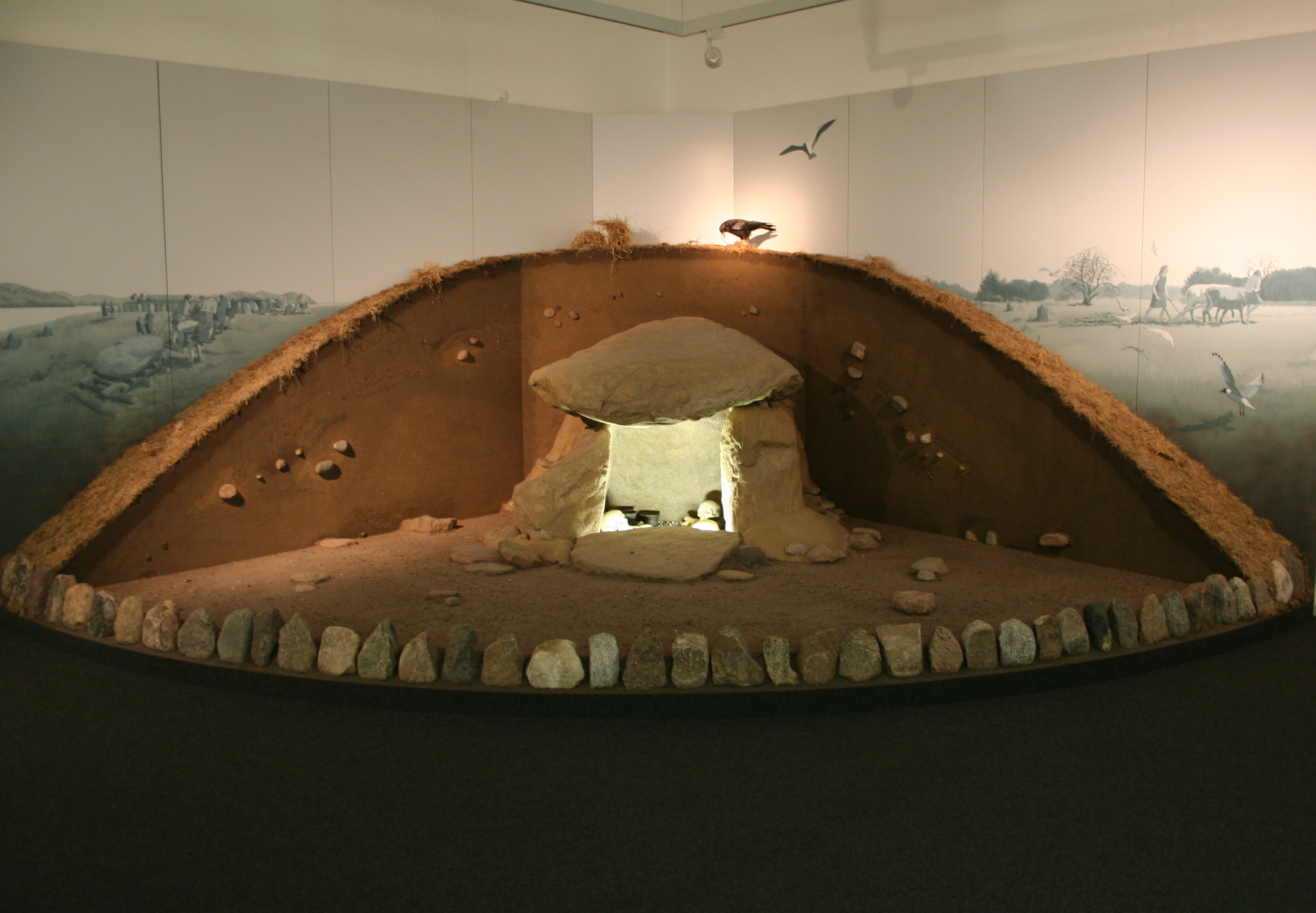
De kransstenen zijn duidelijk zichtbaar in dit model van Großsteingrab Langholz
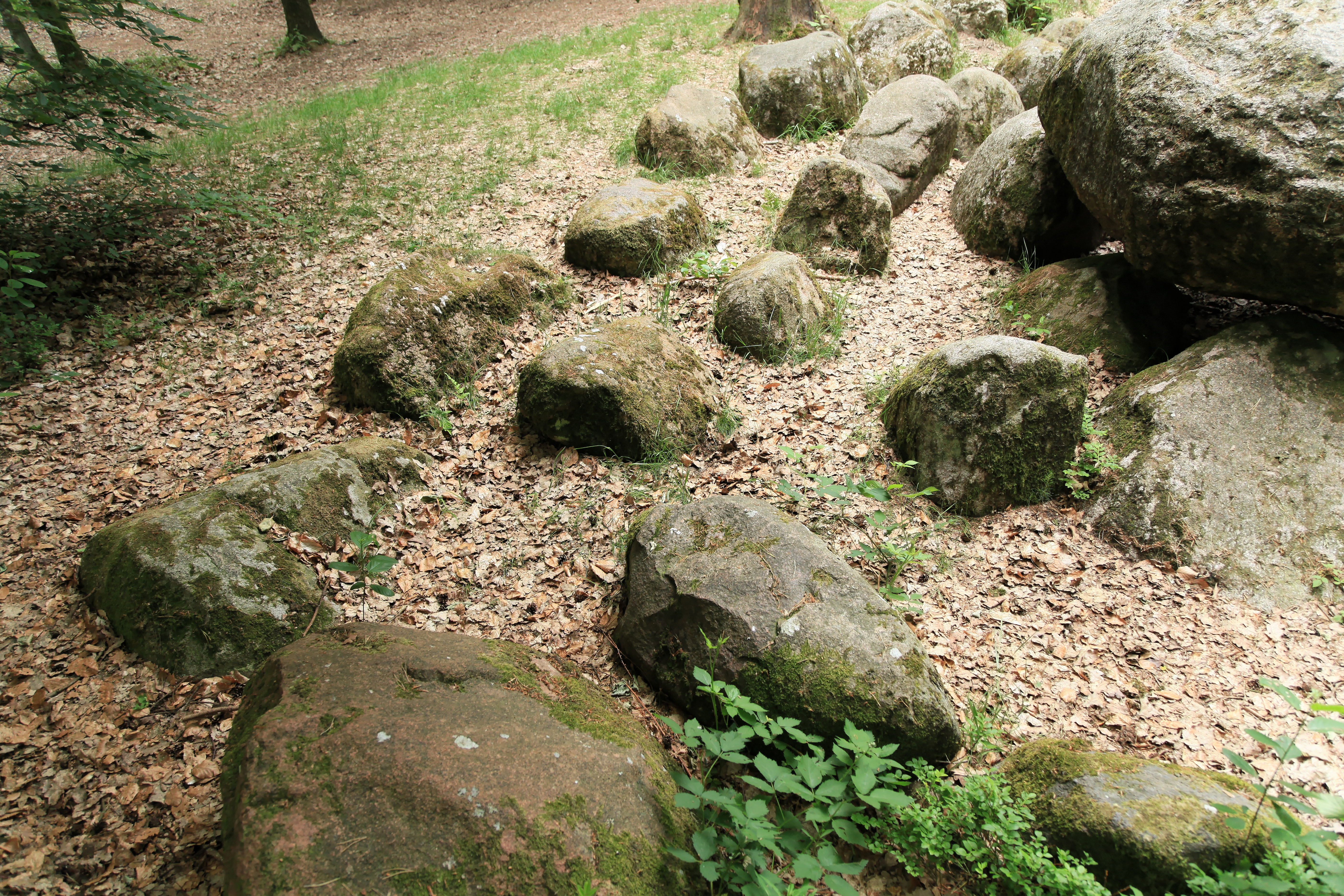
Twee kransen rond het Großsteingrab in der Kunkenvenne